# Шенгелия, Георгий Леванович
Гео́ргий Лева́нович Шенге́лия (11 мая 1960, Москва, СССР) — советский и российский кинорежиссёр, сценарист и кинопродюсер, сын Левана Шенгелии.

## Биография
Карьеру в кино начал в 1977 году с работы столяром-декоратором и осветителем на киностудии «Мосфильм». Принимал участие в создании таких советских фильмов, как «Обыкновенное чудо», «Экипаж», «Сталкер». Был помощником режиссёра на фильмах «Красные колокола» и «Мёртвые души». В 1983—1988 годах учился во ВГИКе на режиссёрском факультете (мастерская Марлена Хуциева).
Член Союза кинематографистов России, академик Российской академии кинематографических искусств, лауреат международных и отечественных кинофестивалей.
В марте 2022 года подписал обращение в поддержку военного вторжения России на Украину (2022).

## Награды
- Фильм «Менялы» — «Золотая Чаплинская трость» (1992, Швейцария).
- * VI Международный телекинофорум «Вместе» (2005) — приз «Лучший режиссёр» (за фильм «Неуправляемый занос»)[5]

## Фильмография

### Режиссёр
- 1990 — Наша дача
- 1992 — Менялы
- 1993 — Стрелец неприкаянный
- 1995 — Ехай
- 1998 — Классик
- 2001 — Мусорщик
- 2005 — Неуправляемый занос
- 2006 — Флэшка
- 2008 — Агентство «Мечта»
- 2008 — 9 мая. Личное отношение (новелла «Ради жизни на земле»)
- 2010 — Не надо печалиться
- 2012 — Чистая победа
- 2022 — Один настоящий день

### Сценарист
- 1998 — Классик
- 2005 — Неуправляемый занос
- 2012 — Чистая победа
- 2023 — Легенда о самбо

### Продюсер
- 2005 — Неуправляемый занос (исполнительный продюсер)
- 2022 — Один настоящий день